# 賴卡 (新南威爾斯州)
賴卡（/ˈlaɪkˌhɑː(r)t/，德語發音：[ˈlaiçhart]）是澳洲新南威爾斯州雪梨內西區的一個市區，位於雪梨商業中心區以西5（3.1英里）處，西接哈伯菲，東接晏蘭爹，北接利利非，南接必打甚、路易咸及士丹摩。
賴卡的主要商業區位於巴拉馬打道以北且平行於巴免道（Balmain Road）的那頓街街區。諾頓街商業區遍佈住宅樓宇、食肆（以意大利式為多）、咖啡茶座、小食店及零售商店，包括數間書店及雜貨店。

## 教堂
- 聖公會諸靈堂（英语：All Souls Anglican Church, Leichhardt）
- 賴卡浸信會
- 賴卡公理堂
- 賴卡聯合教會
- 天主教（英语：Catholic Church in Australia）聖高隆龐及諸聖堂
- 天主教聖斐亞可堂
- 聖若瑟天主堂
- 希臘正教聖哲略堂

## 學校
- 賴卡公立學校
- 聖高隆龐小學
- 聖斐亞可小學
- 雪梨書院賴卡校區

## 外部連結
- Inner West Council website （页面存档备份，存于）
- SYDNEY.com – Leichhardt （页面存档备份，存于）

33°53′5″S 151°9′26″E / 33.88472°S 151.15722°E